# ジャイナ宇宙論

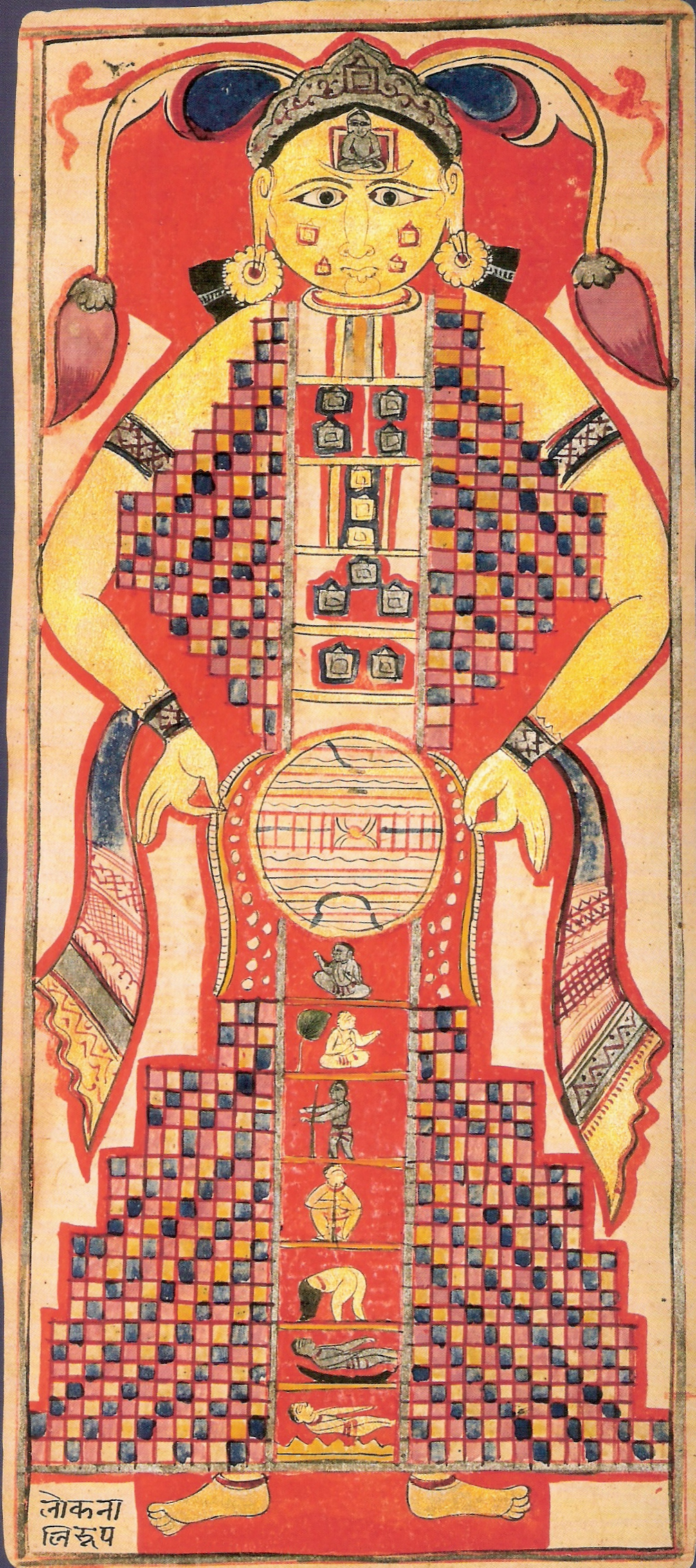
ローカープルシャつまり宇宙人間の形をとったジャイナ宇宙論による宇宙の構造

ジャイナ宇宙論ではジャイナ教による物質的・形而上学的宇宙(「ローカ」)やその構成要素(生物、物質、空間、時間、その他)の構造・機能を扱う。ここでいうジャイナ教にはジャイナ教の正典、注釈書、ジャイナ哲学僧の著作が含まれる。ジャイナ宇宙論ではローカ、つまり創造されたのではない、無限の過去から存在している、始まりも終わりもない宇宙について考察する。ジャイナ経典では宇宙を、足を開いて手を腰につけた人間のように図示する。ジャイナ教によればこの宇宙は頂上が狭く、中ほどに行くに従って拡がり、そこでもう一度広がっている。
アーチャーリャのジナセナのマハープラーニャ(Mahāpurāṇa)は次の引用文で有名である:
「数人の愚かな男が創造主が世界を創ったと宣言した。世界が想像されたものだという教義は無思慮なものであり、拒絶されるべきだ。神が世界を創造したのなら、創造する前の神はどこにいたというのか?神は超越的存在で何の助けも必要としないというのなら、神は今どこにいるのか?どうして神が何の素材もなくこの世界が創造できるということがあろうか?神が先に素材を作り、その後で世界を創ったというなら、無限後退に陥る。」

## 実在の概念 – 宇宙の構成要素
この宇宙は、以下に述べる、ジャイナ教で六つの「ドラヴィア」と呼ばれるもの、つまり実体より成っているという: 
- ジーヴァ (生きている実体)

ジーヴァつまり魂 - 魂(ジーヴァ)は実在し、ジーヴァの棲み処である肉体とは別の存在である。ジーヴァは「チェタナ」(意識)と「ウパヨガ」(知識と知覚)という特徴を持つ。魂は生と死の両方を経験するが、魂自体が壊れたり新しく生まれたりすることはない。衰退と生成とは他でもなく魂のある一つの状態がなくなり、別の状態が起こることを指している。生成したり消滅したりするのは単に魂の様態にすぎないのである。。
- アジーヴァ (生きていない実体)
  - プドガラ (物質) - 物質は固体、液体、気体、エネルギー、細かなカルマの質料、そして非常に細かい物体つまり究極的な構成要素に分類される。パラマーヌつまり究極的な微粒子(原子)はあらゆる物体を構成する基本的な単為である。パラマーヌやプドガラの性質の一つとして永続性・不滅性がある。これらは互いに結合したりその形を変えたりするが、基本的な性質は変化しない。ジャイナ教によれば、これらは創造されることもなければ破壊されることもない。
  - ダルマ-タットヴァ (運動の原理)と
  - アダルマ-タットヴァ (静止の原理) - ダルマスティカーヤとアダルマスティカーヤは運動と静止の原理を表している、明らかにジャイナ教の思想体系に特有のものである。これらは宇宙全体に充満しているものとされる。ダルマとアダルマはそれ自体は運動や静止ではないが他の物体の運動や静止を媒介する。宇宙にダルマスティカーヤがなければ運動は可能ではないし、アダルマスティカーヤがなければ静止は可能ではない。
  - アーカーシャ (空間) - 空間はその中に生きている魂、物質、運動の原理、静止の原理、時間が収容されている実体である。これは全てに充満しており、無限で、空間内の全ての点から構成されている。
  - カーラ (時間) - カーラはジャイナ教によれば実在しており、あらゆる活動、変化、調節は時間の流れを通じてのみ行われうる。

## 時間サイクル

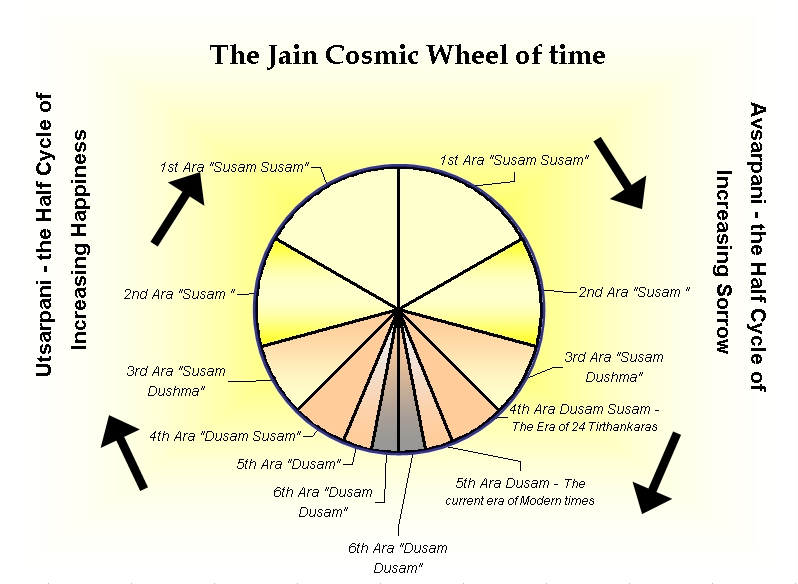
ジャイナ教で想定されている時間の分類

ジャイナ教によれば、時間には始まりがなく永遠に続く。「カーラチャクラ」、つまり時間の宇宙的な車輪は間断なく回り続ける。時間の車輪は回転の二つの段階、「ウトサルピニー」つまり上っていく時間サイクルと「アヴァサルピーニー」つまり下りていく時間サイクルに分けられ、互い違いに起こる。「ウトサルピニー」はタイムスパンや年月が大規模化していき、繁栄と幸福が増大していく段階である。一方で「アヴサルピニー」は時代のタイムスパンが衰えていき、悲しみと不道徳が増大していく段階である。この二つの時間サイクルはそれぞれ無数の細かい期間(サーガロパマ年とパリオパマ年によって計られる)から構成されているが、さらに六つの「アラ」という均等でない期間に分割される。一般に、時間サイクルは「アヴァサルピニー」つまり下っていく段階とそれに続く段階の内にある。
| アラの名称                                    | 幸福の度合い                       | アラの存続期間                             | 人間の平均身長 | 人間の平均寿命 |
| スシャマ-スシャマー(Suṣama-suṣamā)            | 最大限の幸福と全くない悲しみ       | 400兆サーガロパマ(sāgaropama)              | 6マイル        | 3パリオパマ年  |
| スシャマー(Suṣamā)                            | それなりに幸福であり、悲しみはない | 300兆サーガロパマ(sāgaropama)              | 4マイル        | 2パリオパマ年  |
| スシャマ-ドゥーシャマー(Suṣama-duḥṣamā)       | 少量の悲しみを含む幸福             | 200兆サーガロパマ(sāgaropama)              | 2マイル        | 1パリオパマ年  |
| ドゥーシャマ-スシャマー(Duḥṣama-suṣamā)       | 少量の幸福を含んだ悲しみ           | 100兆サーガロパマ(sāgaropama)(42000年以下) | 1500メートル   | 7.056垓年      |
| ドゥーシャマー(Duḥṣamā)                       | 悲しみ                             | 21000年                                    | 6フィート      | 長くて130年    |
| ドゥーシャマ-ドゥーシャマー(Duḥṣama- duḥṣamā) | 極大の悲しみと悲惨                 | 21000年                                    | 1ハタ          | 16-20年        |

- スシャマ-スシャマー - アヴサルピニーの最初の「アラ」の間は、人々は3「パリオパマ」年生きる。この「アラ」の間の人々の平均身長は6マイルである。彼らは三日おきに食事をとる。彼らは非常に背が高く、怒りや驕り、詐欺、貪欲といった罪深い振る舞いを行わない。さまざまな種類の「カルパ」という木が食料、衣料、家屋、娯楽、装飾といった人々の要求を満たす。
- スシャマー - 二番目の「アラ」においては人々は2「パリオパマ」年生きる。この「アラ」では人々の平均身長は4マイルである。彼らは3日ごとに食事をとる。しかし「カルパ」の木は前のアラほどは人々の要求にこたえてくれない。大地や水は以前ほどは甘くなく、実りも少ない。
- スシャマ-ドゥーシャマー - 三番目のアラでは、人々の寿命は1「パリオパマ」年になる。人々の平均身長は2マイルである。彼らは一日おきに食事をとる。大地や水は人間の肉体の大きさや強健さと同様に減衰していき、二番目のアラの期間よりも減少する。初めの三つのアラでは子どもは男女の双子で生まれ、たがいに結婚してまた双子の子供を産む。幸福と喜びのため、宗教、苦行、禁欲は起こりえない。三番目のアラの終わりには、人々の要求を満たす木が望まれた実をつけなくなり、人々は社会を形成して暮らすようになる。一人目のティールタンカラ、リシャバデーヴァはこのアラの終わりに生まれる。彼は人々に農業、商業、防衛、政治、芸術の技術を教え、人々に社会を組織させる。このために彼は人類の文明の父とされる。
- ドゥーシャマ-スシャマー - 四番目のアラでは、人々は7.056垓年生きる。このアラでの人々の平均身長は1500メートルである。この四番目のアラは、苦行、禁欲、解放が行われうる、宗教の時代である。63人の「シャラーカープルシャス」、つまりジャイナ教を広めた著名な人物がこのアラに定期的に登場する。中でも尊師マハーヴィーラを含む23人のティールタンカラがこのアラに登場する。このアラはマハーヴィーラのニルヴァーナの後3年8か月で終わる。
- ドゥーシャマ - ジャイナ宇宙論では、現代は五番目のアラだとされる。2011年現在はこのアラが始まってから2535年経過しており、残り18645年でこのアラが終わる。このアラは悲しみと悲惨の時代である。このアラでは人間の寿命はせいぜい130年ほどである。このアラに生きる人間の身長は高くて6フィートである。手ぬるい、薄い形で宗教が実践されるために解脱は起こりえない。このアラの終わりにはジャイナ教も消滅し、次のサイクルで一人目のティールタンカラが現れるまではジャイナ教が復活することはない。
- ドゥーシャマ・ドゥーシャマ - 六番目のアラはさらに激しい悲しみと悲惨の時代となり、もはやいかなる形でも宗教が実践されることはない。この時代には人間の寿命・身長が著しく低下する。このアラには人々は16~20年程しか生きられない。ただ、この趨勢は復興の起こる「ウトサルピニー・カール」の出現の前触れでもある。

「ウトサルピニー」ではアラの順序が上述とは逆向きである。ドゥーシャマ・ドゥーシャマから始まってスシャマ-スシャマーで終わり、また「アヴァサルピーニー」が始まる。そうしてこの終わりないサイクルが続いていくのである。これらのアラはそれぞれ途切れることなく、あるいは終末論的な結末に至ることなく次のアラへと進んでいく。人間の幸福・寿命・身長や社会一般の道徳的な営為の増減は時の流れに従って段階的に変化する。こういった自発的・継時的な変化は創造や統括といった役割に関していかなる神的・超自然的存在に負っていることもなく、むしろ人間その他の生物は自らのカルマに突き動かされて生じてくる。

## ジャイナ宇宙論

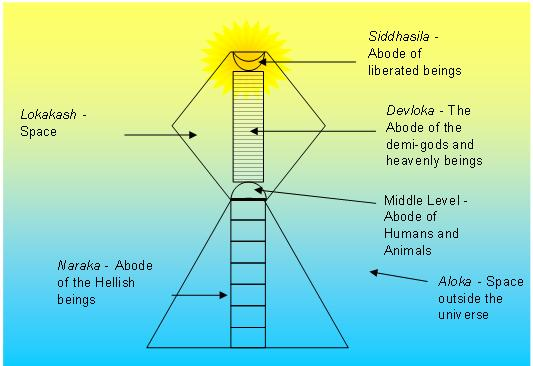
ジャイナ教文書の記述による宇宙の構造

初期のジャイナ教徒は大地や宇宙の性質について思索し、天文学・宇宙論の様々な面を発展させた。ジャイナ教の聖典では、宇宙は三つの部分に分けられている –
- ウルドヴァ・ローカ – 神々の領域つまり天界
- マディヤ・ローカ – 人間・動物・植物の領域
- アド・ローカ – 地獄的存在の領域つまり地獄

### 地理に関するジャイナ教文書
ジャイナ教文書の中には地理学に関して詳細に述べたものがある。
以下のウパーンガ・アーガマでジャイナ宇宙論・地理学が詳細に述べられている:
1. スーリヤプラジュニャプティ – 太陽に関する論文
2. ジャンブードヴィーパプラジュニャプティ  - フトモモの木の生い茂る島に関する論文:本論文にはリシャバ(Ṛṣabha)とバラータ王の生涯の伝記が含まれている
3. チャンドラプラジュニャプティ  - 月に関する論文

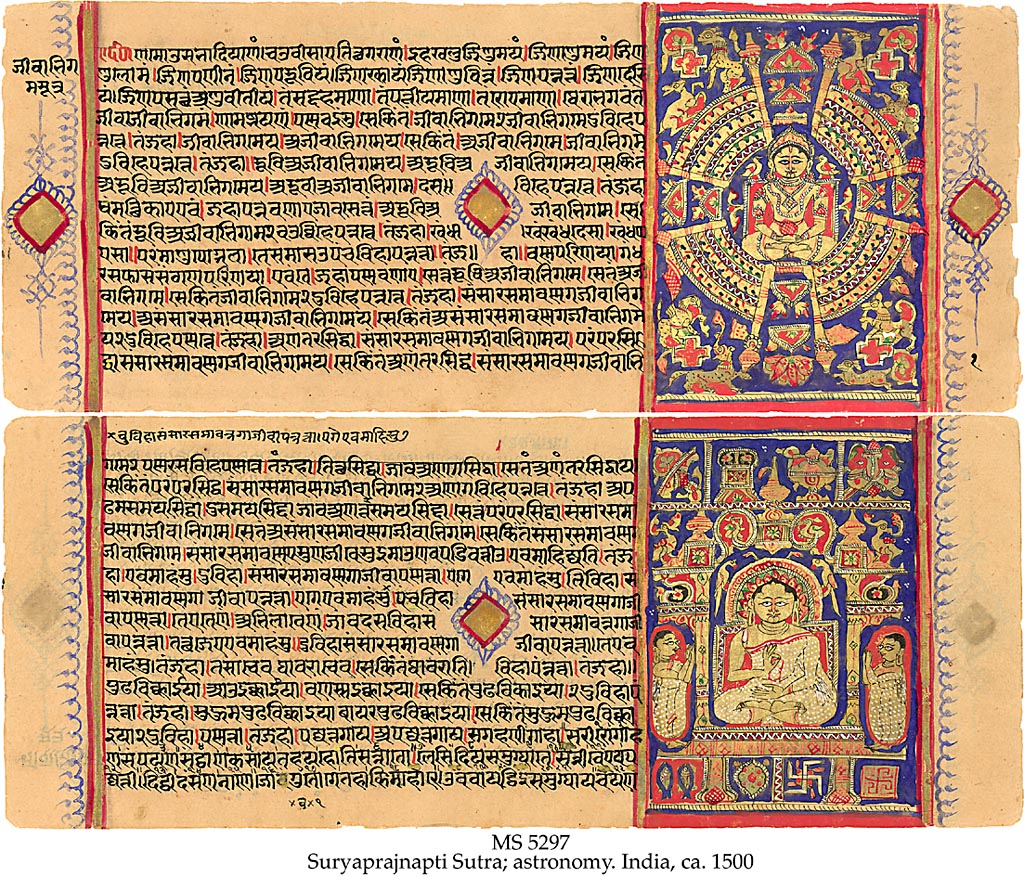
15世紀のスーリヤプラジュニャプティの写本より

さらに、以下の文書でジャイナ宇宙論やそれに関連する話題が詳述されている:-
1. トリロカサーラ – 三世界論(天界、中界、地獄)の綱要
2. トリロカプラジュニャプティ – 三世界論に関する論文
3. トリロカディピカー – 三世界論の啓蒙書
4. タットヴァールタスートラ – 実在の本性に関する論述
5. クシェトラサマサ(Kṣetrasamasa) – ジャイナ地理学の概要
6. ブルハトサングラーニ – ジャイナ宇宙論・地理学に関する論文

### ウルドヴァ・ローカ、上部世界

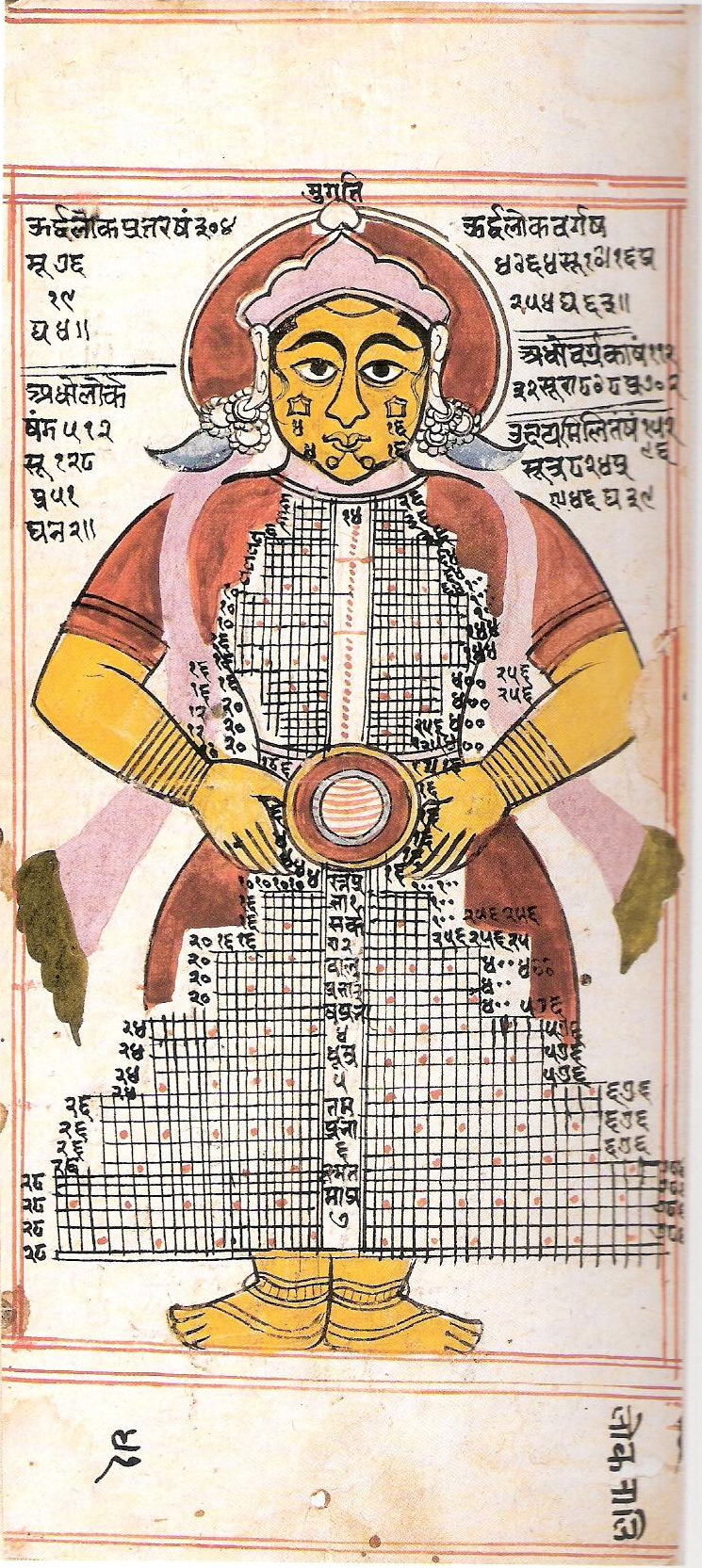
宇宙人間という形でジャイナ宇宙論による宇宙の形状を描いたもの。15-17世紀に描かれたジャイナ絵画。

ウダルヴァ・ローカには、ヴァイマニク、つまり解脱していない神々である天上の神々の領域である、12のデーヴ・ローク、9つのグレヴェヤク、5つのアヌタル・ヴィマンが含まれる。アヌタル・ヴィマンの上、宇宙の頂にあって、ジャイナ教徒たちが崇める全知全能の至福の存在、シッダとしても知られている無限にして解脱した神々の領域がシッダシーラである 。
シッダシーラの下にある五段階のアヌタル・ヴィマンは以下のように名づけられている:
1. ヴィジャイ
2. ヴィジャヤント
3. ジャヤント
4. アプラジト
5. サヴァルトシッダ

アヌタル・ヴィマンの下には九段階のグレヴェヤクが存在し、以下のように名づけられている:
1. バドレ
2. スバドレ
3. スジャエ
4. スマナセ
5. プリィダンスネ
6. スダンスネ
7. アアモヘ
8. スパディバッデ
9. ジャソダレ

グレヴェヤクの下には以下のような名前を持つ十二段階のデーヴァローカが存在する:
1. スダルマ
2. イシャン
3. サナトクマル
4. マヘンドラ
5. ブラームローカ
6. ランタク
7. マハーシュクラ
8. サハストラル
9. アアナト
10. プラナト
11. アアラン
12. アキユタ

ヴァイマニク・デーヴァは以下の二つのグループに分類できる –
- より高等なグループは九段階のグレヴェヤクや五段階のアヌタル・ヴィマンを居所とする。彼らは何物にも依存せずに自存しており、独自の乗り物に乗っている。アヌッタラ・デーヴァは一度か二度の生涯のうちに解脱できる。
- より下等なグループは地上の王国―支配者(インドラ)、支配者の相談役、近衛兵、女王、家来、兵士等々―のような組織を形作る。

### マディヤ・ローカ、中間的世界
| ジャイナ宇宙論によるジャンブードヴィーパの地図を描いた図 |  | 大陸の2と1/2を描いた図 |
| ジャイナ宇宙論によるジャンブードヴィーパの地図を描いた図 |  | 大陸の2と1/2を描いた図 |

宇宙の中間に位置するマディヤ・ローカは我々が住む大地の上下にそれぞれ存在する九百のヨジャンからなる。そこには以下のような生物が住む:
1. ジヨティスカ・デーヴァ(光輝なる神々) - 大地から790~900ほど上のヨジャンに住む
2. 人間、ティールヤンク(獣、鳥、植物)は大地に住む
3. ヴィヤンタル・デーヴァ(中間的な神々) - 大地より100ほど下のヨジャンに住む

マディヤローカは大洋に囲まれた多くの大陸・島嶼より成る。そのうちの最初の八つは以下のような名前を持つ :-
| 大陸・島                 | 大洋                        |
| ジャンブードヴィーパ     | ラヴァノダ (塩水の海)       |
| ガトキ・カンド           | カロダ (黒い海)             |
| プスカルヴァルドヴィーパ | プスカロダ (蓮の海)         |
| ヴァルンヴァルドヴィーパ | ヴァルノダ (ヴァルンの海)   |
| クシルヴァルドヴィーパ   | クシロダ (乳の海)           |
| グルトヴァルドヴィーパ   | グルトダ (バターミルクの海) |
| イクスヴァルドヴィーパ   | イクスヴァロダ (糖蜜の海)   |
| ナンディスワルドヴィーパ | ナンディスワロダ            |
メル山が直径100000ヨジャンの円形であるジャンブードヴィーパに取り巻かれた世界の中央に存在する。メル山の周囲を二セットの太陽、月、星々が巡っている。というのは一セットが巡っている間もう一方はメル山の向こうで休息しているのである。

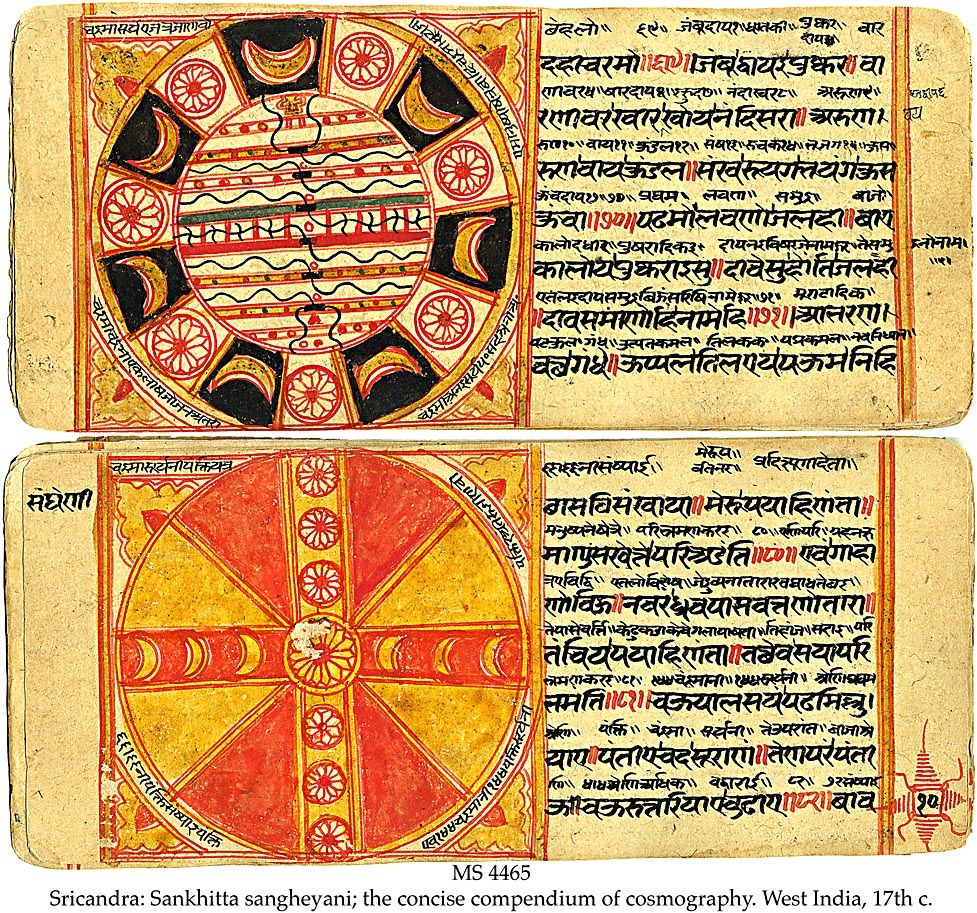
ジャイナ宇宙論による地図・図式を表した絵画作品。12世紀のジャイナ経典「サンキッタ・サンゲヤン」の17世紀の写本より。

ジャンブードヴィーパ大陸には六つの有力な山があり、大陸を七つの領域(クセトラ)に分けている。その領域の名前は以下:
1. バーラト・クセトラ
2. マハーヴィデー・クセトラ
3. アイラヴァト・クセトラ
4. ラムヤク
5. ハイラニヴァト・クセトラ
6. ハイマヴァ・クセトラ
7. ハリ・クセトラ

バーラト・クセトラ、マハーヴィデー・クセトラ、アイラヴァト・クセトラの三つの領域では禁欲生活や解脱が可能であり、ティールタンカラ達がジャイナ教を説いたため、カルマ・ボオミとも呼ばれる。他の四つの領域、つまりラムヤク、ハイラニヴァト・クセトラ、ハイマヴァ・クセトラ、ハリ・クセトラでは人間が罪を犯すことなく喜びにあふれた生活を送っておりいかなる宗教も解脱も起こらないため、アカルマボーミあるいはボグブミと呼ばれている。

### アド・ローカ、より低い世界

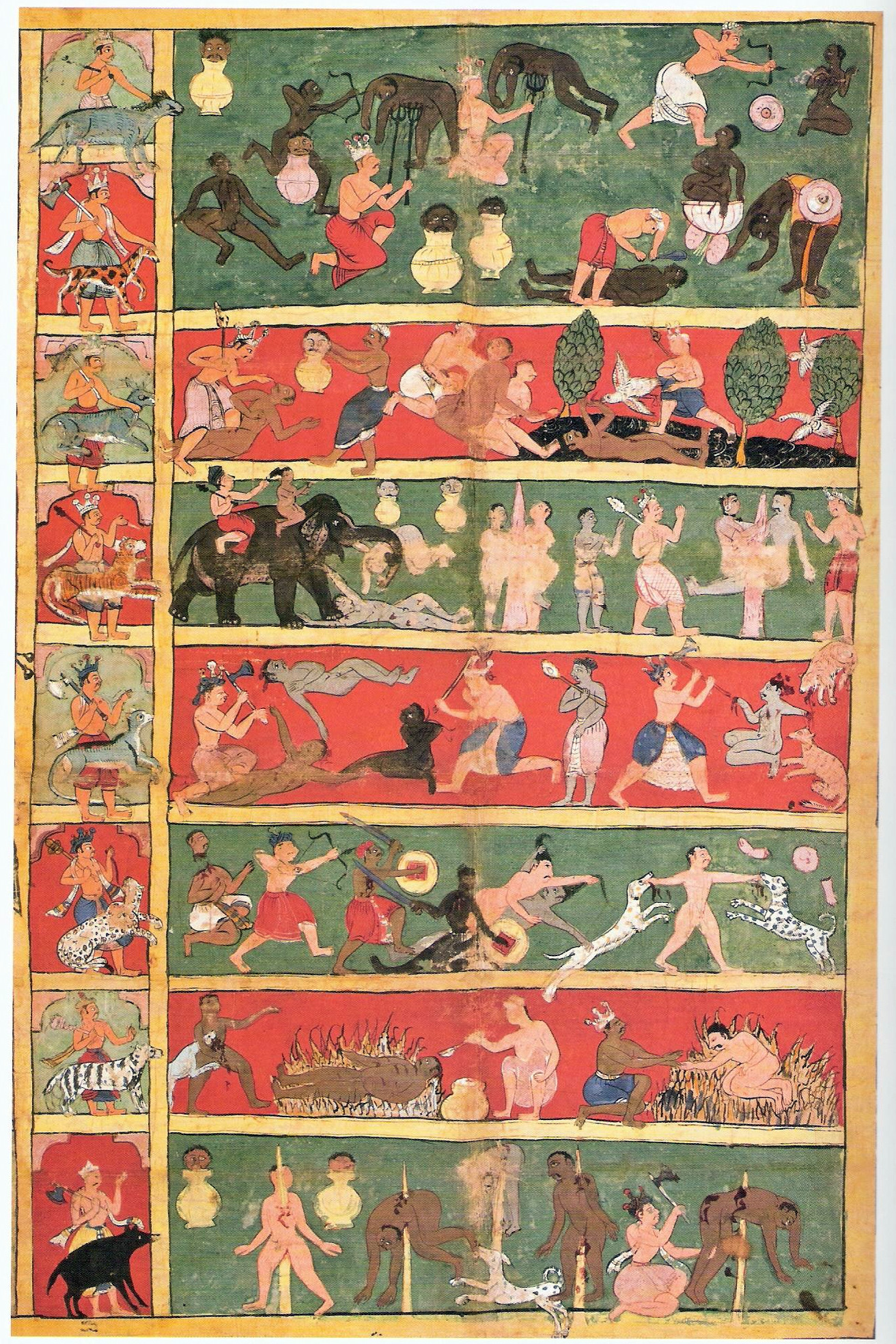
ジャイナ教の七つの段階に分かれた地獄とそこで行われるさまざまな拷問を描いた17世紀の布絵。左端に描かれているのは、各段階の地獄を統べる半神半人とその乗り物とする動物である。

より低い世界は七つの地獄からなり、そこにはバヴァンパティ半神や地獄的存在が暮らしている。地獄的存在は以下の地獄に存する -
1. ラトナ・プラバ―ダルマ
2. シャルカラ・プラバ―ダルマ
3. ヴァルカ・プラバ―メガ
4. パンク・プラバ―アンジャナ
5. ドゥム・プラバ―アリスタ
6. タマー・プラバ―マガヴィ
7. マハタマー・プラバ―マアダヴィ

## シャラーカープルシャ - 63人の尊い人々の功業
時間の車輪が半周する間にはそれぞれ、63人のシャラーカープルシャ(Śalākāpuruṣa)つまり63人の尊い人々が定期的に現れ、その中には24人のティールタンカラやその同輩が含まれる。ジャイナ教の普遍史・伝説は基本的にはこうした尊い人々の功業の記録である。シャラーカープルシャは以下のようにカテゴライズされる :-
- 24人のティールタンカラ(Tīrthaṅkara) – 24人のティールタンカラつまり浅瀬を作る人は真の信仰を実践し出家信者と在家信者から成るコミュニティーを創設するために立て続けに表れる
- 12人のチャクラヴァルティー(Chakravartī) – チャクラヴァルティースとは六大陸を統べる普遍的な君主である
- 9人のバラデヴァ(Baladeva)と9人のヴァースデヴァ(Vāsudeva)つまりナーラーヤニャ(Nārāyaṇa)(英雄) – バラデヴァとヴァースデヴァは共同して三つの大陸を統べる半血縁の兄弟である。
- 9人のプラティヴァースデヴァ(Prativāsudeva)(アンチヒーロー) – 彼らは最終的にヴァースデヴァに殺されるアンチヒーローである。

これらの他にはある程度重要な106人の人々が記録されている:- 
- 9人のナラダ
- 11人のルドラ
- 24人のカンデヴァ
- 24人のティールタンカラの父
- 24人のティールタンカラの母
- 14人のクラカラ

## 参照
1. ↑  「この宇宙は創造されたのではないし誰かによって維持されているわけでもない。そうではなく、何の助けもなく自己持続している。」 “Nishpaadito Na Kenaapi Na Dhritah Kenachichch Sah Swayamsiddho Niradhaaro Gagane Kimtvavasthitah” [Yogaśāstra of Ācārya Hemacandra 4.106] Tr by Dr. A. S. Gopani
2. ↑  See Hemacandras description of universe in Yogaśāstra “…Think of this loka as similar to man standing akimbo…”4.103-6
3. ↑  Ācārya Kundakunda, Pañcāstikāyasāra, Gatha 16
4. ↑  Ācārya Kundakunda, Pañcāstikāyasāra, Gatha 18
5. ↑  Jaini (1998)
6. ↑  Glasenapp (1999) Pp. 271-272
7. ↑  Glasenapp (1999) Pp.272
8. ↑  Dundas (1999) p.40
9. 1 2  Shah, Natubhai (1998). p. 25
10. 1 2 3  Schubring, Walther (1995)Pp. 204-246
11. ↑  CIL. “Indian Cosmology Reflections in Religion and Metaphysics”.   Ignca.nic.in. 2012年2月25日閲覧。
12. ↑  http://www.fas.harvard.edu/~pluralsm/affiliates/jainism/workshop/Jain%20Geoghaph.PDF
13. ↑  “Journal of the Asiatic Society of Bengal - Asiatic Society of Bengal - Google Books”.   Books.google.com. 2012年2月25日閲覧。
14. ↑  Jaini, Padmanabh (1998)

## 書誌
- Dundas, Paul; John Hinnels ed. (2002). The Jains. London: Routledge. ISBN 0-415-26606-8
- Glasenapp, Helmuth von; (Tr.) Shridhar B. Shrotri (1999) (English, translated from German). Jainism: An Indian Religion of Salvation. Delhi: Motilal Banarsidass Publ. ISBN 8120813766
- Gopani, A. S.; Surendra Bothara ed. (1989). Yogaśāstra (Sanskrit) of Ācārya Hemacandra. Jaipur: Prakrit Bharti Academy
- Jaini, Padmanabh (1998). The Jaina Path of Purification. New Delhi: Motilal Banarsidass. ISBN 81-208-1578-5
- Nayanar, Prof. A. Chakravarti (2005). Pañcāstikāyasāra of Ācārya Kundakunda. New Delhi: Today & Tomorrows Printer and Publisher. ISBN 81-7019-436-9
- Schubring, Walther (1995). “Cosmography”. In (ed.) Wolfgang Beurlen. The Doctrine of the Jainas. Delhi: Motilal Banarsidass Publ.. ISBN 8120809335
- Shah, Natubhai (1998). Jainism: The World of Conquerors. Volume I and II. Sussex: Sussex Academy Press. ISBN 1898723303